# Agres
Agres è un comune spagnolo  situato nella comunità autonoma Valenciana. Si trova nel nord della provincia di Alicante, nella comarca del Comtat. Conta 565 abitanti (INE 2016)